# 天平文化

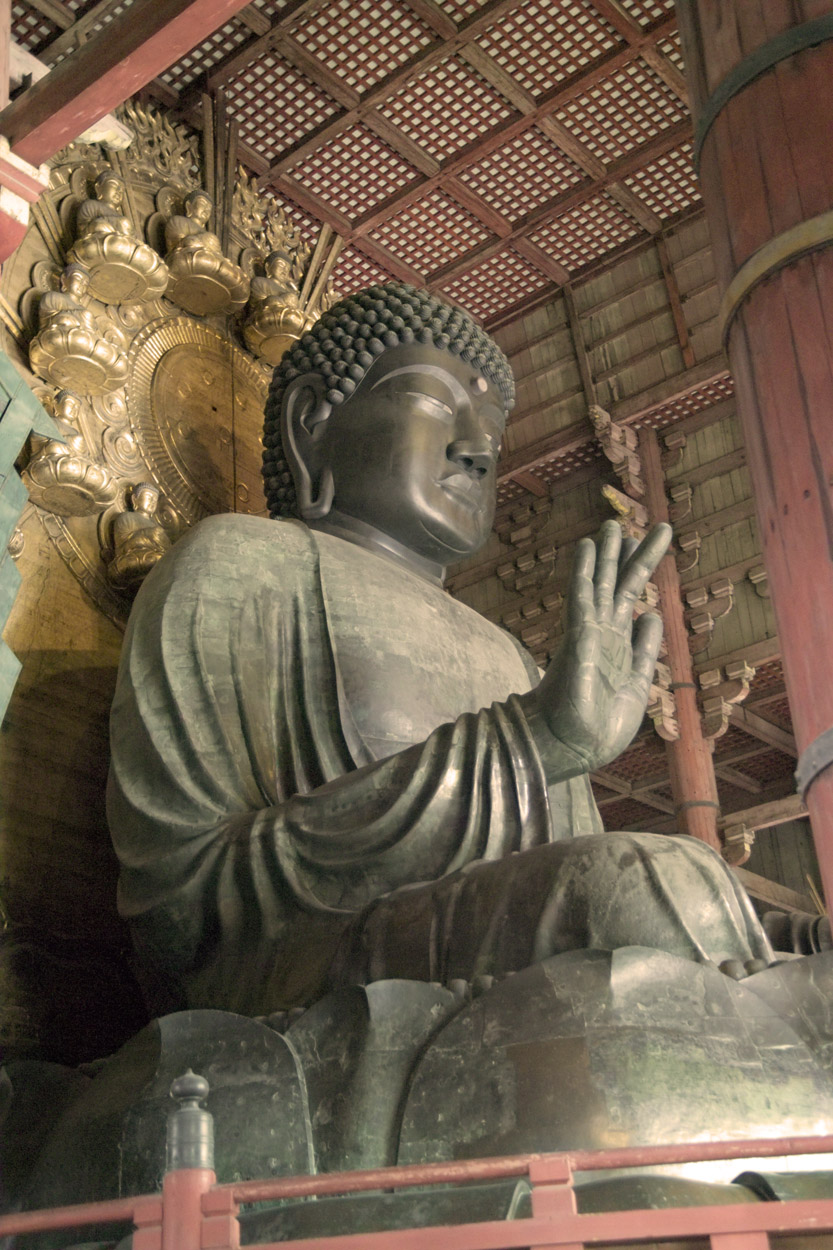
東大寺盧舎那佛像

天平文化（てんぴょうぶんか）是指聖武天皇遷都到奈良平城京後，直至光仁天皇即位（8世紀中葉）為止興盛的貴族、佛教文化。由於當時聖武天皇使用的年號為天平，故有此稱。

## 特徵
當時的皇族與貴族，藉著遣唐使積極地輸入及學習周（武周）的武則天及唐玄宗的文化。藉此興隆昌盛的即為天平文化。順帶一提，能從唐輸入大量文化，大宰府擔當了很重要的作用。另一方面，任命到國衙（こくが）、國分寺等的國司（貴族）、官人及和僧侶亦為地方帶來不少新的文物。為此，漢風、佛教風的文化的影響開始浸透了整個日本列島的地域社會。經由絲綢之路從西亞到達唐的物品，透過遣唐使再進入日本。

## 建築物・寺院

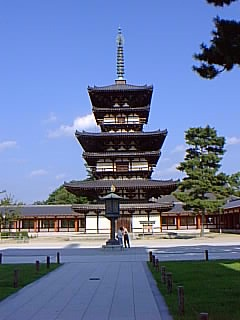
藥師寺東塔

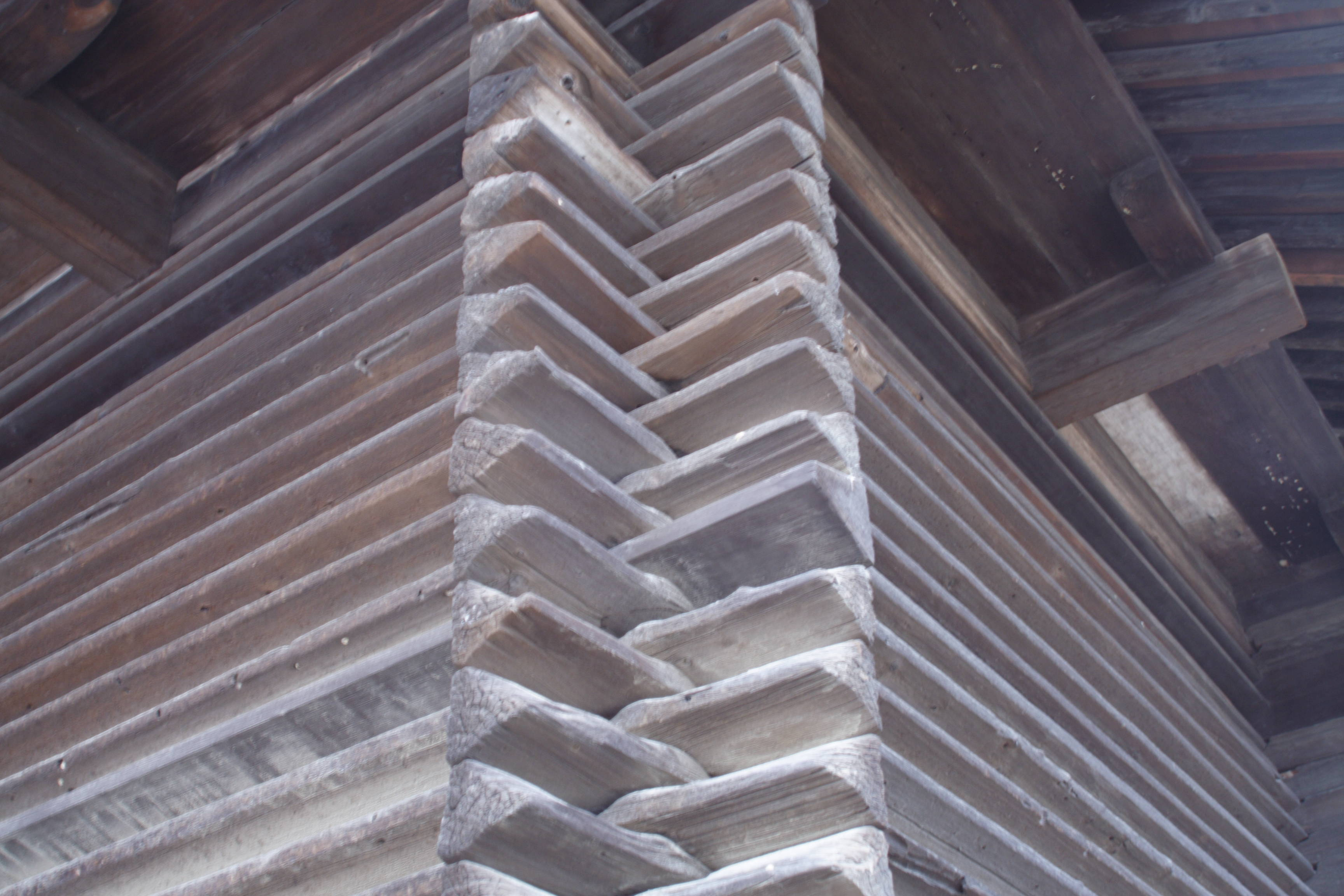
校倉造

平城京是以碁盤般的條坊制作布局。在內建立了為數不少的官衙，而貴族與庶民的房屋如果用瓦來修葺，或者將屋柱鬆上丹色就會獲得獎勵。再者，原本建在飛鳥的大寺院亦陸續轉移。就這樣，平城京就如
「就像花開的香氣散發（咲く花のにおうが如く今盛りなり）」的描繪般地發展。
聖武天皇在諸國均建造了僧寺（國分寺）及尼寺（國分尼寺），並在其修建了七重塔，也各放置一部金光明最勝王經及妙法蓮華經。而作為總本山國分寺、總國分尼寺分別是東大寺及法華寺，而東大寺大佛作為鎮護國家的象徴被建立。由於推行大這事業需要廣泛民眾的支持，所以迎請行基為大僧正以獲得協助。
代表的佛教建築
- 唐招提寺金堂、講堂 - 講堂是從平城宮的東朝集殿移築並改造。
- 唐招提寺經藏、寶庫 - 長屋王邸的遺構較正倉院更為古老。
- 東大寺法華堂（三月堂）、轉害門
- 正倉院寶庫（校倉造）
- 法隆寺東院夢殿
- 榮山寺八角堂

## 詩歌
- 萬葉集
  - 代表的歌人：大伴旅人・大伴家持・山上憶良《貧窮問答歌》・山部赤人
- 懐風藻（かいふうそう） - 淡海三船・石上宅嗣（有其他說法）

## 彫刻

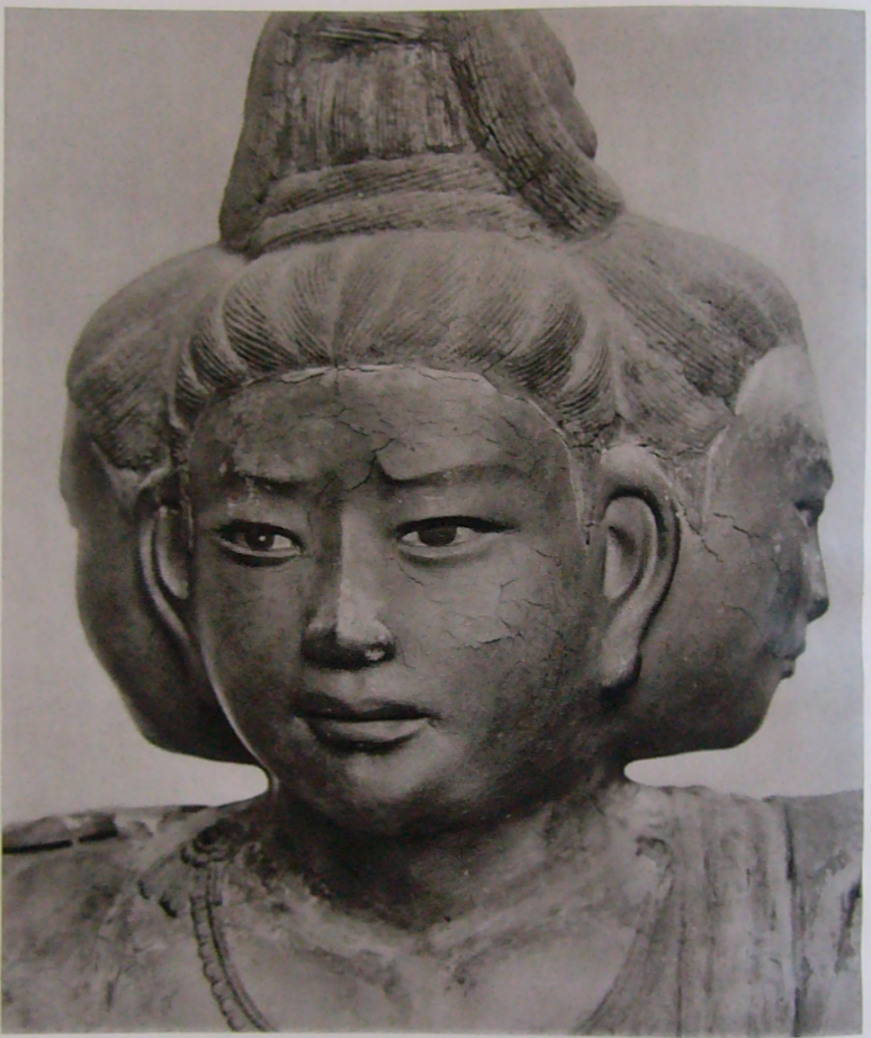
阿修羅像（部分）
興福寺國寶館

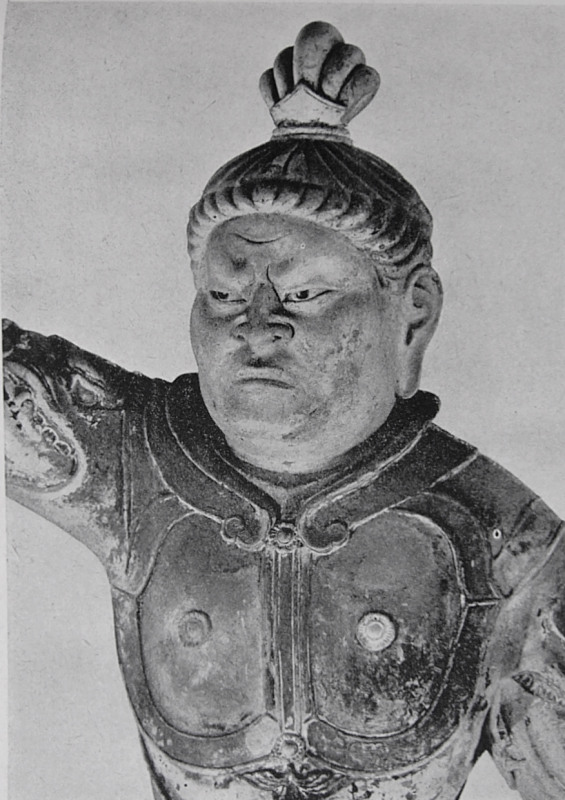
多聞天像（部分）
戒壇院四天王之一

負責管轄東大寺造營的役所為造東大寺司，在其之下的官營造佛所則負責整備、並將為數眾多的工人以分工進行佛像製作。另一方面，在都內也有民間的佛像制作工房，即為私佛所，另外亦有部分僧侶進行佛像製作。作為指導者的佛司，東大寺大佛的負責人就為國中連麻呂，而負責興福寺的十大弟子八部眾製作的為將軍萬福等人，並有記録流存下來。除了東大寺盧舎那佛像（奈良的大佛、天平時代部分的底座、腳部等一部分）作為代表性的金銅佛外，乾漆像與塑像亦為主流，此外也有金像銀像、石佛的製作，更有塼佛、押出佛等不同種類。
乾漆像
- 興福寺八部衆立像（阿修羅像等）、十大弟子立像
- 聖林寺十一面觀音立像
- 唐招提寺金堂盧舎那佛坐像、鑑真和上坐像
- 東大寺法華堂（三月堂）不空羂索観音立像、梵天・帝釋天立像、四天王立像、金剛力士・密迹力士立像

塑像
- 新藥師寺（奈良市）十二神將立像（當中一尊是在昭和時期重製）
- 東大寺法華堂執金剛神立像、日光菩薩・月光菩薩立像、辯才天・吉祥天立像
- 東大寺戒壇院四天王立像

## 工藝品

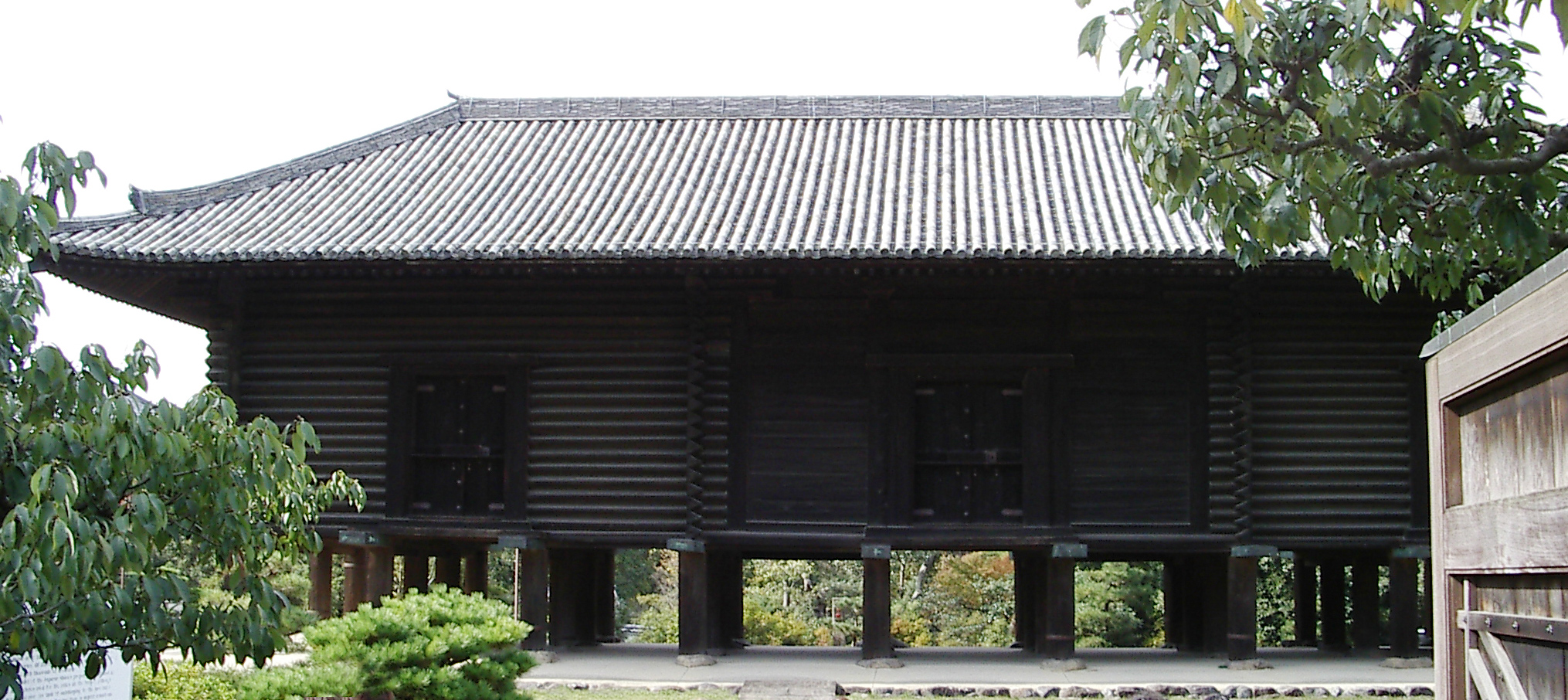
正倉院正倉

- 正倉院寶物（樂器、日用品等）

## 關聯項目
- 奈良時代
- 天平
- 聖武天皇
- 行基
- 鑑真
- 遣唐使